# Jules Honoré Vinot
Jules Honoré Vinot, né 24 juin 1835 dans l'ancien 7e arrondissement de Paris et mort le 2 janvier 1883 dans le 19e arrondissement de Paris, est un dessinateur-architecte et un communard, déporté en Nouvelle-Calédonie. 

## Biographie
Fils de Pierre Vinot et de Marie Antoinette Alexandrine Leinier, son épouse, Jules Honoré Vinot naît en 1835 dans le 7e arrondissement de Paris. 
Célibataire, il a pour maîtresse Marie Bediet, également communarde. Jusqu'en 1868, il sert dans le 1er régiment des tirailleurs algériens. Il habite ensuite Blidah, puis Paris lors de la déclaration de guerre contre la Prusse. Ancien caporal des tirailleurs algériens, il devient dessinateur-architecte. Pendant le siège de Paris, il occupe la fonction d'instructeur au 170e bataillon français de la Garde nationale. Sous la Commune de Paris, il est nommé colonel et commande au Champ-de-Mars, après avoir rencontré Jules Bergeret ainsi que Georges Arnold. D'après Lissagaray, il dirige alors l’École militaire. 
Arrêté après la chute de l'insurrection, il est jugé et condamné le 25 juin 1872 à vingt ans de travaux forcés, malgré l'argument d'habitants du quartier selon lequel il a empêché les fédérés d'incendier l'église Saint-Merri, risquant sa vie pour cela. En 1876, sa peine est réduite à dix ans, avant d'être commuée en cinq ans de bannissement, puis remise en 1879. En 1876, avec d'autres prisonniers, il tente sans succès une évasion. Il rentre de Nouvelle-Calédonie à bord de La Creuse.
En 1880, âgé de 45 ans, il épouse à Blidah Philomène Vrecq, la jeune sœur de son ancienne compagne Marie Bédiet, laquelle est morte quelques mois plus tôt à Paris. Philomène Bédiet s'éteint en 1881 à Paris. Remarié cinq mois plus tard, Jules Honoré Vinot meurt moins d'un an après. Il est inhumé au cimetière parisien de Saint-Ouen.

## Liens  externes
- Ressource relative à la vie publique :   - Maitron